# Schirmblüteneckkäfer
Anthaxia umbellatarum, der Schirmblüteneckkäfer, ist ein Käfer aus der Familie der Prachtkäfer und der Unterfamilie der Buprestinae. Die artenreiche Gattung Anthaxia ist in Europa mit vier Untergattungen vertreten, Antaxia umbellatarum wird zur Untergattung Haplanthaxia gerechnet, die in Europa mit achtzehn Arten vertreten ist. Die Art Anthaxia umbellatarum tritt in zwei Unterarten auf, in Europa nur als Anthaxia umbellatarum umbellatarum. Das Vorkommen der mediterranen Art in Mitteleuropa ist fraglich.

## Bemerkungen zum Namen und Synonymen
Als Erstbeschreibung gilt die durch Fabricius im Jahr 1787 unter dem Namen Buprestis umbellatarum. Bereits 1763 beschrieb Scopoli einen anderen Käfer unter dem gleichen Namen. Die Beschreibung ist jedoch angesichts der heute unterschiedenen Anthaxia-Arten nicht genügend präzise und da keine Typen vorhanden sind, gilt der Name Anthaxia umbellatarum (Scopoli 1763) als nomen dubium. Anthaxia umbellatarum wurde teilweise als Variante von Anthaxia millefolii betrachtet, beispielsweise zählt Kiesenwetter A. umbellatarum und A. millefolii 1857 zur gleichen Art.
Germar beschrieb eine Form mit zwei nur bei geeigneter Belichtung erkennbaren dunklen Flecken auf dem Halsschild unter dem Namen Buprestis inculta. Buprestis inculta wurde ursprünglich als eigene Art geführt und gilt heute als Synonym zu Anthaxia umbellatarum. Rey beschrieb 1891 eine dunklere und glänzendere Variante aerea.
Im Jahr 1900 beschrieb Abeille de Perrin einen Käfer mit dem Namen Anthaxia domina der heute als Unterart Anthaxia umbellatarum domina geführt wird und in Nordafrika vorkommt.
Die Bedeutung des Artnamens umbellatārum erklärt sich durch die Bemerkung in der Beschreibung durch Fabricius habitat ... floribus umbellatis (lat. „lebt … auf Doldenblütlern“). Doldenblütler werden gelegentlich auch als Schirmblüter bezeichnet, was den deutschen Namen Schirmblüteneckkäfer erklärt. Der Gattungsname Anthaxia ist von altgr. άνθος ánthos, „Blüte“, und  άξιος áxios, „wert“ abgeleitet und weist auf die vielen farbenprächtigen Arten dieser Gattung hin. Im Gegensatz dazu kennzeichnet der Artname incúltus (lat. „ungeschmückt“), dass diese Farbigkeit bei dem kupferbraunen Käfer, der sich auch nicht durch Gruben auf dem Halsschild auszeichnet, nicht gegeben ist. Der Name der Varianten aerea (lat. „āērĕus“) bedeutet „kupfrig“.

## Eigenschaften des Käfers
|                                        |
| Abb. 1: Farbvariante (Foto U. Schmidt) |
|                                        |
| Abb. 2: Seitenansicht                  |
|                                        |
| Abb. 3: Ausschnitt Halsschild          |
|                                        |
| Abb. 4: Pfeil auf Schulter             |
|                                        |
| Abb. 5: Larve von Anthaxia sp.         |

Der gewöhnlich glänzende Käfer wird 4,5 bis sieben Millimeter lang. Die europäische Unterart Anthaxia umbellatarum umbellatarum ist in aller Regel oberseits hell kupferfarben, die Unterseite ist erzfarben, der Kopf kann bläulich sein. Die Unterart Anthaxia umbellatarum domina aus Nordafrika ist einfarbig seidengrün oder teilweise oder ganz goldfarben. Der frisch geschlüpfte Käfer ist weiß bestäubt, Reste dieser Bestäubung finden sich häufig an den Vorder- und Hinterrändern der Hinterleibssegmente (Abb. 2, Abb. 4). Die Oberseite ist nur wenig gewölbt.
Der Kopf ist bis zum Augenhinterrand in den Halsschild zurückgezogen. Die Augen sind groß, oval, und auf der Stirn einander genähert (Abb. 1, 2, 4). Die Stirn ist kurz pubeszent behaart. Der Kopf ist dicht und flach querrunzelig fein punktiert. Die kurzen, elfgliedrigen Fühler sind ab dem vierten Glied nur einseitig (nach innen) stumpf gezähnt und so lang wie der Kopf. Die Oberlippe ist zweilappig. Die spitzen Oberkiefer sind stark gekrümmt und tragen auf der Innenseite einen großen stumpfen Zahn. Die viergliedrigen Kiefertaster sind fadenförmig, das Endglied walzenförmig und abgestutzt. Das Endglied des dreigliedrigen Lippentasters ist ebenfalls walzenförmig und abgestutzt.
Der Halsschild ist vor der Mitte am breitesten und breiter als lang. Nach hinten verengt er sich nur wenig, sodass die annähernd gerade verlaufende Basis nur wenig breiter ist als der Vorderrand. Der Halsschild ist zur Basis hin wie die Flügeldecken abgeflacht, in Kopfnähe gewölbt. Der Halsschild ist netzartig mit kleinen runden Nabelpunkten bedeckt, die zur Mittellinie hin kleiner, eckiger und verwaschener werden (Abb. 3). Die undeutlichen Grate zwischen den Nabelpunkten können Querrippen vortäuschen.
Das Schildchen ist klein, dreieckig und weniger zugespitzt als bei Anthaxia millefolii.
Die Flügeldecken sind an den Schultern am breitesten. Die Schulter ist etwas erhaben (Pfeilspitze in Abb. 4). Seitlich sind die Flügeldecken hinter den Schultern etwas niedergedrückt. Dahinter sind sie so verengt, dass von oben betrachtet die Seiten des Hinterleibs sichtbar sind. Die Flügeldecken enden einzeln leicht zugespitzt verrundet. Die Flügeldecken sind neben der Naht sehr flach niedergedrückt. Sie sind sehr fein und gleichmäßig granuliert, es sind keine Streifen oder Punktreihen ausgebildet. Sie sind unscheinbar spärlich und fein kurz weiß behaart. Der Seitenrand der Flügeldecken ist nahe der Spitze sehr fein zähnchenartig gekerbt.
Die Tarsen sind alle fünfgliedrig, die Klauen sind einfach.
Das letzte Hinterleibssternit trägt keine seitlich eingedrückte Erhöhung. Es ist etwas zugespitzt und an der Spitze ausgeschnitten, so dass es kurz zweizipflig erscheint. Die Seite der Spitze ist sehr fein gezähnelt. Vor der Spitze ist das letzte Sternit seitlich schräg nach unten hinten eingedrückt und oben in einen Lappen auslaufend (Bild ventral und lateral im Internet).

## Larve
Die Larve (Abb. 5 Larve der Gattung) wird im letzten Stadium neun Millimeter lang bei einer Breite von zwei Millimetern. Sie ist gelblich weiß und fleischig, Kopf und Brustabschnitt sind breit und niedergedrückt, der Hinterleib ist stäbchenförmig, am Ende leicht verjüngt und abgerundet.
Der Kopf ist groß, abgeflacht und teilweise ins erste Brustsegment zurückgezogen. Er ist sehr fein punktiert und spärlich kurz und fein behaart. Er endet vorn gerade, nach hinten verbreitert er sich. Die Oberlippe ist sehr klein und hat die Form einer halbierten Ellipse. Die Oberkiefer sind nur wenig gekrümmt und abgeflacht. In der Mitte sind sie quer gekielt, an der schwarzen Spitze stumpf zweizähnig, die beiden Zähne sind durch eine feine Furche getrennt. Die Innenschneide ist konkav. Die Unterkiefer sind kurz, die Lade klein, abgerundet und behaart. Die geraden Kiefertaster setzen sich aus zwei kurzen Gliedern zusammen. Unterlippe und Lippentaster zeigen keine Besonderheiten. Ocellen fehlen. Die kurzen Fühler enden mit einem langen Haar.
Die Brustsegmente tragen keine Beine. Das erste ist bei weitem das größte, das dritte deutlich kleiner als das zweite. Das erste Brustsegment ist am stärksten abgeflacht und trägt einen V-förmigen Einschnitt, dessen Winkel durch ein schwarzes Mal in Form eines Hörnchens ausgezeichnet ist. Die beiden folgenden Brustabschnitte sind breiter als lang. Das dritte Brustsegment trägt auf jeder Seite zwei ungleich große Tuberkel.
Die Hinterleibssegmente sind schlank, weißlich, unten und entlang der Mittellinie gelblich, sehr fein quer gerieft und sehr kurz behaart. Die letzten acht Segmente tragen seitlich einen markanten Wulst. Die Analwarze ist klein und rundlich mit kleinen auf den Anus zentrierten Runzeln.
Die Atemöffnungen sind sehr klein und weißlich mit gelbem Umfang. Das erste Paar befindet sich im vorderen Drittel des zweiten Brustsegmentes auf einer Verlängerung des Seitenwulstes. Die folgenden liegen über dem Seitenwulst, am Hinterleib tragen die ersten acht Segmente im vorderen Drittel seitlich eine Atemöffnung.

## Biologie
Die wärmeliebende Art findet man auf sonnigen Wegrändern auf verschiedenen Doldenblütlern und Korbblütlern (unter anderem Wilde Möhre, Gemeine Schafgarbe, verschiedene Arten von Mannstreu, Disteln, Astern und Zistrosen), an denen sie fressen.
Sie erscheinen von April bis September, mit einem Maximum im Juni und Juli.
Die extrem polyphagen Larven entwickeln sich unter der Rinde verletzter oder abgebrochener Zweige, wo sie im Phloem bohren und dabei auch das Splintholz anschneiden. Die Verpuppung erfolgt im Splintholz. Als Wirtspflanzen gelten zahlreiche Laubholzarten (Acacia, Edelkastanie, Johannisbrotbaum, Zypressen, Quitte, Stacheliger Dornginster, Echte Feige, Christusdorn, verschiedene Pistazien, Pfirsich, Pyrus mamorensis, verschiedene Eichen und Weiden, Rhus pentaphylla, Feldulme).

## Verbreitung
Es handelt sich bei Anthaxia umbellatarum um eine holomediterrane Art, die in Nordafrika und Südeuropa von Portugal und bis zum Nahen Osten und Südrussland verbreitet ist. Alte Fundmeldungen aus Mitteleuropa sind nicht durch Belege abgesichert und möglicherweise auf falsche Bestimmungen zurückzuführen. In Frankreich beschränkt sich das Vorkommen auf Südfrankreich.